# واشوان
واشوان (بالصينية: 吴川市) هي مدينة من مدن الصين. يبلغ عدد سكانها 927,275 نسمة حسب إحصائيات سنة 2010. تبلغ مساحتها 860.9 كم².

## المناخ
يظهر الجدول التالي التغييرات المناخية على مدار السنة لواشوان:
| البيانات المناخية لـواشوان                       | البيانات المناخية لـواشوان | البيانات المناخية لـواشوان | البيانات المناخية لـواشوان | البيانات المناخية لـواشوان | البيانات المناخية لـواشوان | البيانات المناخية لـواشوان | البيانات المناخية لـواشوان | البيانات المناخية لـواشوان | البيانات المناخية لـواشوان | البيانات المناخية لـواشوان | البيانات المناخية لـواشوان | البيانات المناخية لـواشوان | البيانات المناخية لـواشوان |
| الشهر                                            | يناير                      | فبراير                     | مارس                       | أبريل                      | مايو                       | يونيو                      | يوليو                      | أغسطس                      | سبتمبر                     | أكتوبر                     | نوفمبر                     | ديسمبر                     | المعدل السنوي              |
| ------------------------------------------------ | -------------------------- | -------------------------- | -------------------------- | -------------------------- | -------------------------- | -------------------------- | -------------------------- | -------------------------- | -------------------------- | -------------------------- | -------------------------- | -------------------------- | -------------------------- |
| الدرجة القصوى °م (°ف)                            | 27.4 (81.3)                | 30.7 (87.3)                | 30.6 (87.1)                | 33.6 (92.5)                | 36.0 (96.8)                | 37.7 (99.9)                | 38.5 (101.3)               | 38.5 (101.3)               | 37.0 (98.6)                | 34.7 (94.5)                | 33.0 (91.4)                | 28.8 (83.8)                | 38.5 (101.3)               |
| متوسط درجة الحرارة الكبرى °م (°ف)                | 20.4 (68.7)                | 20.7 (69.3)                | 23.2 (73.8)                | 26.7 (80.1)                | 29.9 (85.8)                | 31.4 (88.5)                | 32.1 (89.8)                | 32.2 (90.0)                | 31.5 (88.7)                | 29.7 (85.5)                | 26.3 (79.3)                | 22.4 (72.3)                | 27.2 (81.0)                |
| المتوسط اليومي °م (°ف)                           | 16.3 (61.3)                | 17.3 (63.1)                | 20.0 (68.0)                | 23.6 (74.5)                | 26.8 (80.2)                | 28.5 (83.3)                | 29.0 (84.2)                | 28.7 (83.7)                | 27.7 (81.9)                | 25.6 (78.1)                | 21.8 (71.2)                | 17.8 (64.0)                | 23.6 (74.5)                |
| متوسط درجة الحرارة الصغرى °م (°ف)                | 13.5 (56.3)                | 15.1 (59.2)                | 17.8 (64.0)                | 21.6 (70.9)                | 24.5 (76.1)                | 26.2 (79.2)                | 26.6 (79.9)                | 26.1 (79.0)                | 24.9 (76.8)                | 22.5 (72.5)                | 18.5 (65.3)                | 14.6 (58.3)                | 21.0 (69.8)                |
| أدنى درجة حرارة °م (°ف)                          | 5.3 (41.5)                 | 4.3 (39.7)                 | 5.1 (41.2)                 | 11.4 (52.5)                | 16.8 (62.2)                | 19.2 (66.6)                | 22.6 (72.7)                | 22.4 (72.3)                | 17.3 (63.1)                | 13.6 (56.5)                | 6.7 (44.1)                 | 4.0 (39.2)                 | 4.0 (39.2)                 |
| الهطول مم (إنش)                                  | 25.5 (1.00)                | 48.1 (1.89)                | 58.6 (2.31)                | 124.6 (4.91)               | 201.7 (7.94)               | 263.2 (10.36)              | 242.4 (9.54)               | 275.5 (10.85)              | 208.9 (8.22)               | 90.2 (3.55)                | 30.6 (1.20)                | 29.6 (1.17)                | 1٬598٫9 (62.94)            |
| متوسط الرطوبة النسبية (%)                        | 78                         | 84                         | 85                         | 87                         | 85                         | 84                         | 83                         | 83                         | 80                         | 75                         | 72                         | 72                         | 81                         |
| المصدر: China Meteorological Data Service Center |                            |                            |                            |                            |                            |                            |                            |                            |                            |                            |                            |                            |                            |